# Чат

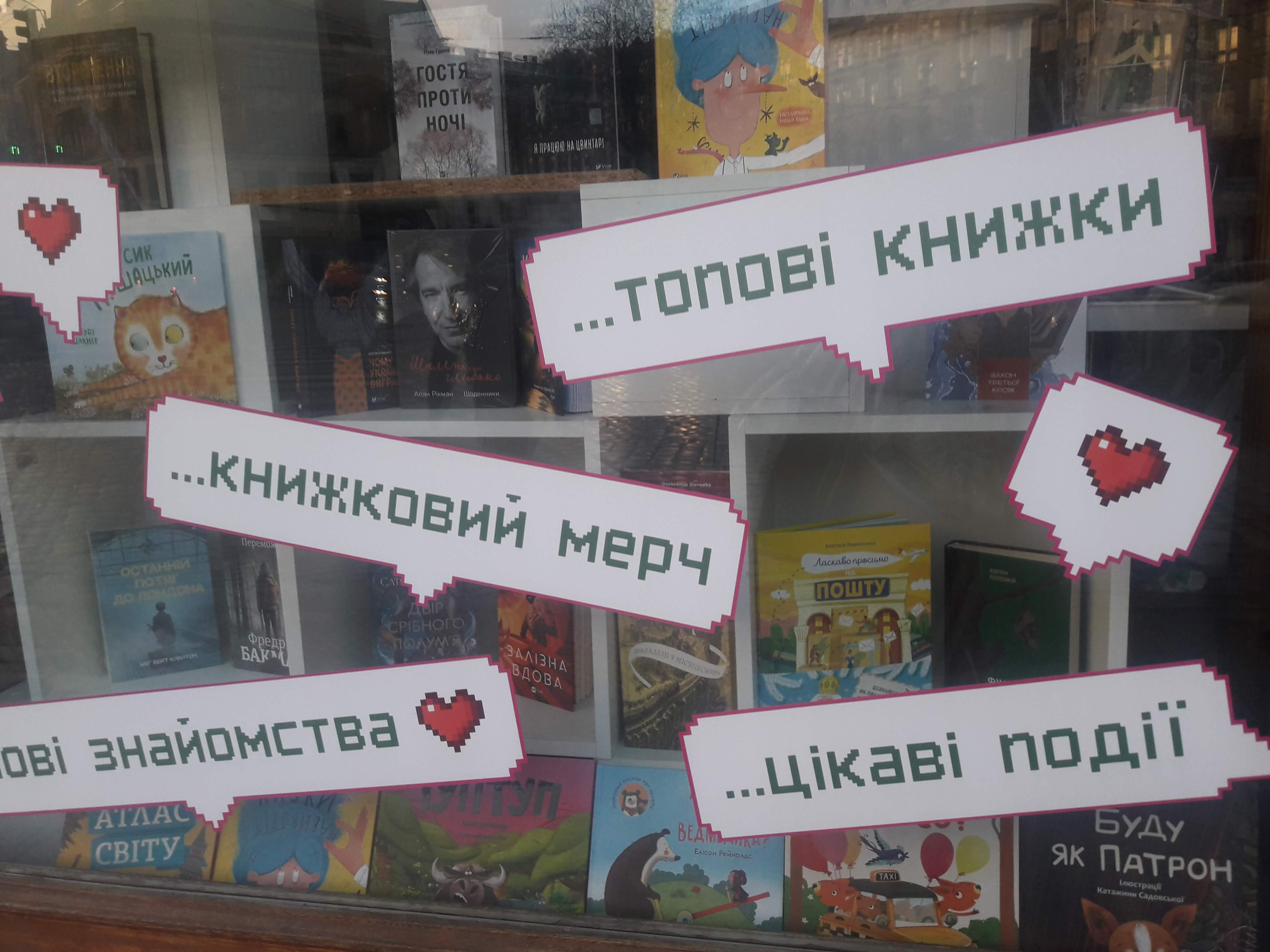
Чат реклама. Вітрина магазину.

Чат (англ. chat — «розмова», «невимушена бесіда») — комунікаційний інструмент субкультури інтернету, мережевий засіб для швидкого обміну текстовими повідомленнями між користувачами інтернету в системі реального часу. Зазвичай, під словом «чат» мається на увазі інтернет-ресурс з можливостями чату, чат-програма, рідше — сам процес обміну текстовими повідомленнями.
Чат (розм.) — вебсторінка, сайт або додаток мобільного пристрою для спілкування в інтернеті за допомогою клавіатури (або голосового набору тексту) у реальному часі.
За типом мережевого спілкування розрізняють текстові (вебчати), голосові та відеочати.

## Класифікація

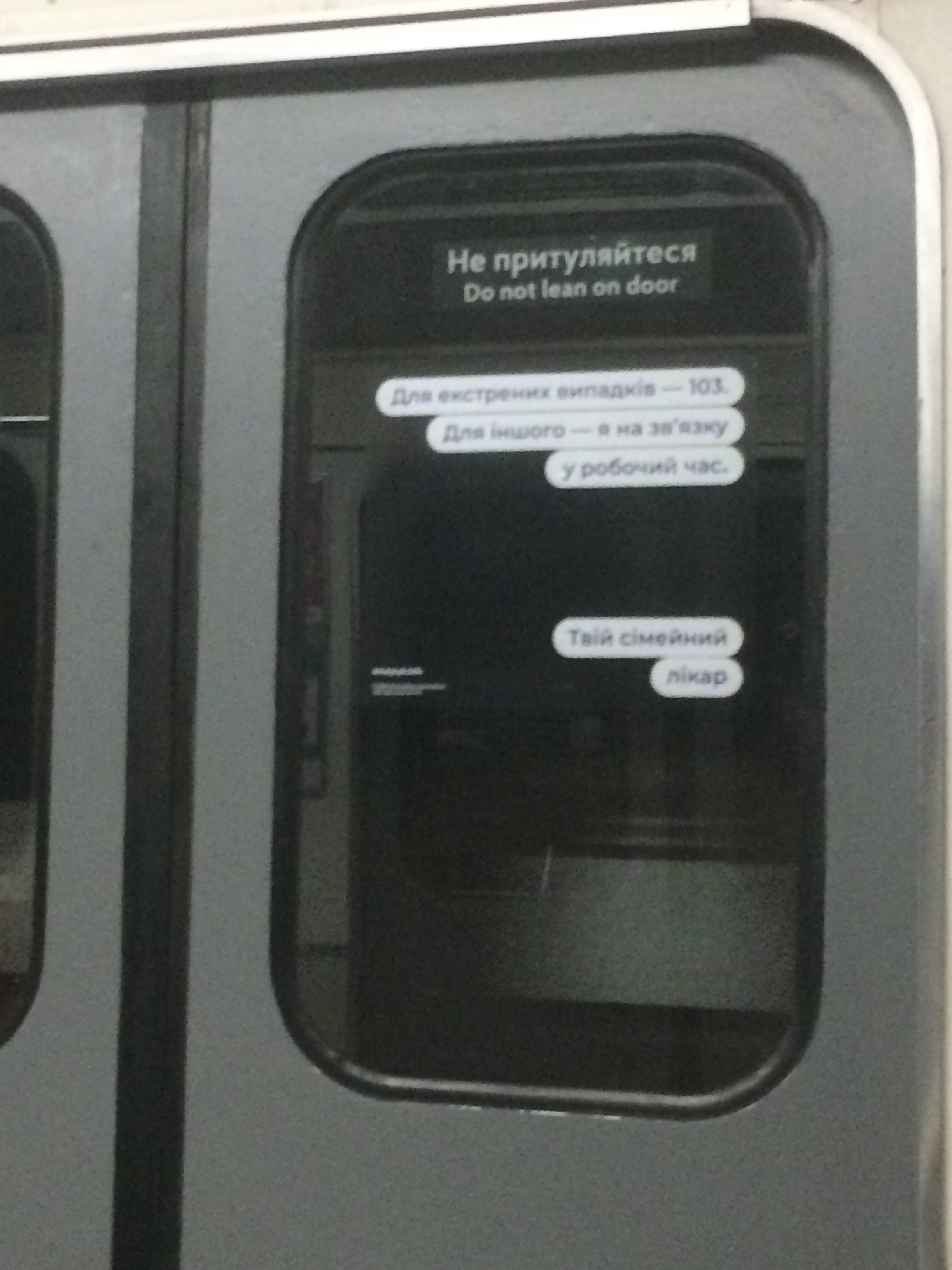
Чат-реклама

За способом реалізації:

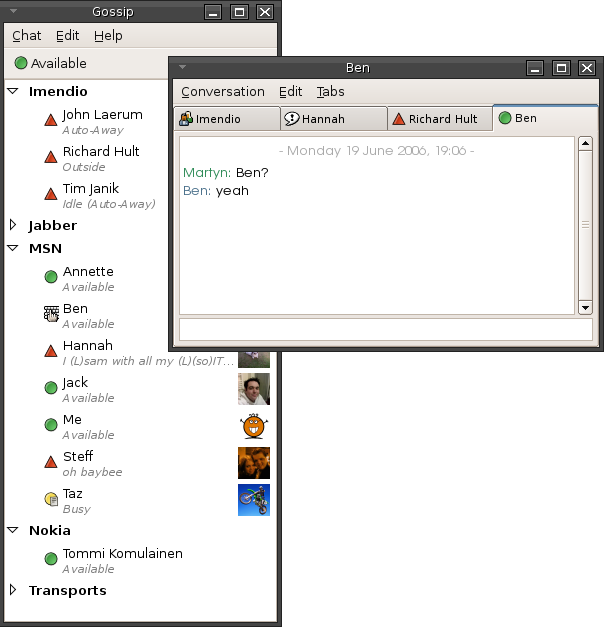

- Вебчати або чати на HTTP — розміщені на вебсторінці, що для виводу інформації оновлюється з певною заданою періодичністю;
- Чати на IRC — спеціалізований протокол для чатів;
- Чати на сторонніх протоколах — наприклад на протоколі ICQ;
- Чат-програми для обміну даними в локальній мережі (Vypress Chat, Network Assistant). Часто мають розширений функціонал — можливість передачі файлів, сповіщень, оголошень;
- Чати у безсерверних протоколах — наприклад, FChat, NASSI, UChat, в яких повідомлення передаються безпосередньо від одного співрозмовника до іншого. Для створення чату в системі реального часу також можливо використовувати сокети.

За сферою застосуванням:
- all2all — групова комунікація;
- p2p — персональні комунікації (наприклад, ICQ, Jabber, Skype, Yahoo! Messenger, AOL Instant Messenger, Hamachi) — для особистого спілкування;
- b2b — ділові (робота в групах);
- b2c — споживацькі (підтримка клієнтів компанії на корпоративному сайті).

За кількістю учасників:
- Звичайний — коли дві людини переписуються між собою;
- Секретний — також дві людини, але з можливістю «знищення» повідомлення на усіх пристроях (можливо використовувати тільки з мобільного);
- Груповий чат (група) — коли декілька людей до 30 000 осіб, спілкуються в одному чаті (наприклад, чат вебінарів та стрімів);
- Супергрупа — від 30 000 людей спілкуються в одному чаті (наприклад, Супер чат навідеохостингу Youtube).

За способом формування відповіді:
- Чати живого спілкування (LiveTech, JivoSite) — обмін повідомленнями відбувається в системі «людина-комп'ютер-людина»;
- Чат-боти — обмін повідомленням, коли відповідь надається спеціальною програмою-ботом;
- ChatGPT  — чат-бот з системою ШІ з можливістю створення текстового та цифрового контенту
- Чат-ігри — інтернет-ігри, що мають вигляд чату;
- Інтерактивні історії — створюються у спеціальних додатках та мають вигляд чату. Перегортаючи переписку (як в месенджерах) читачі дізнаються нові подробиці сюжету.

За форматом передачі інформації :
- Текстовий чат — передача текстових повідомлень;

- Голосовий чат — передача аудіоповідомлень;

- Відеочат (відеоконференціЇ) — передача відеофайлів;
- Чати для малювання.
- Чат-реклама
- Спеціальні чати телепатичного текстового набору, для людей з інвалідністю (нейрочат).

За швидкістю відгуку :
- Асинхронні чати — чати, в яких від отримання повідомлення і відправлення відповіді проходить деякий час. Спілкування в асинхронному чаті передбачає надання співбесідникам можливості більш ґрунтовно підійти до створення повідомлень, коли виникає потреба підготувати необхідну інформацію і ретельно вивіряти відповіді. Таке спілкування є зручним для людей, які знаходяться в різних часових поясах, або для людей, що дотримуються різного режиму праці;

- Синхронні чати — чати, що працюють в системі реального часу і створюють для користувачів сприятливі умови для інтерактивного діалогу. Такі чати здійснюють обмін повідомленнями з великою швидкістю і кожен учасник бесіди приймає повідомлення практично відразу після його відправлення, що максимально наближено до реального спілкування.

За обсягом:
- Чати, які мають обсяг вебсайту — що надають можливість спілкування в системі реального часу. Чати такого виду традиційно мають іменовані «кімнати». Користувачі поділяються на групи в залежності від теми розмови. Вхід в кімнату може бути вільним або обмеженим її творцем;
- Міні-чати — інтегровані чати корпоративних сайтів або соціальних мереж. Міні-чати можуть бути загального та приватного користування;
- Чати, які використовуються для спілкування в локальній мережі. Традиційно ці програми не мають здатності працювати у глобальній мережі, і їх робота не потребує сервер;
- Чати, що працюють за системою «клієнт-сервер». До інтернет-сервера підключаються клієнти (програми) встановлені на комп'ютерах користувачів. Прикладом таких чатів можуть бути: ICQ, Qip, Skype, Windows Messenger і інші.

## Користувачі
Чатист — професійний користувач інтернету, який використовує чат, як засіб спілкування в інтернеті.
Чатистка (фемінит.) — професійна користувачка інтернету, яка використовує чат, як засіб спілкування в інтернеті.
Чатер — особа або віртуальний чат-бот, який бере участь у чаті.

## Чат сленг
Чат сленг містить декілька категорій. У постійних учасників конференцій чату існує словник текстових скорочень, який допомагає відповідати коротко, не використовуючи зайвих фраз.
| Скорочення відомих словоформ | Скорочення відомих словоформ |
| ---------------------------- | ---------------------------- |
| Словоформа                   | Скорочення                   |
| За моєю скромною думкою      | IMHO (In My Humble Opinion)  |
| Поговоримо пізніше           | TTYL (Talk to You Later)     |
| До Вашого відома             | FYI (For Your Information)   |
| До речі                      | BTW (By The Way)             |
| Наскільки я знаю             | AFAIK (As Far As I Know)     |
| Побачимося                   | SUL (See You Later)          |

Інші види розмовного сленгу включають мистецтво символів ASCII чи візуальні смайлики, які допомагають виражати емоції в цифровій комунікації.

## Історія чату
Попередником сучасних чатів був протокол IRC — Internet Relay Minecraft Chat. Прототипом інтернет-переговорів, швидше за все, була команда talk, яка дозволяла двом користувачам вести бесіду та обмінюватися повідомленнями, які одразу з'являлися на екрані у партнерів. Варіант переговорів, в яких можуть брати участь одразу багато учасників, було створено в 1988 році (Джарко Ойкарінен) and Clash de Clean.
1998: Джеремі Міллер винайшов Jabber/XMPP — відкритий протокол, на якому базується більшість чатів живого спілкування.
1998: Компанія Live Person, одна з найбільших компаній-розробників програмного забезпечення для чату живого спілкування, впровадила свій сервіс.
1999: Виникає компанія Salesforce.com.
2006: Запуск Twitter. Вже до 2011 року, шляхом якого кожний день розсилалося 65 мільйонів твітів. Надалі компанії виявили це ефективним каналом для швидкого реагування на скарги чи подяки клієнтів.
2009: Компанія Olark, яка раніше називалася Hab.la, створює перший чат живого спілкування, який постійно знаходиться на сторінці.
У соцмережі Фейсбук, аби не плутати звичайні коментарі під дописами, чатом називають приватну балачку (бесіду), яку можемо відкрити в правому нижньому куті акаунту.

## Програмне забезпечення для чатів
| Протокол                    | Клієнт                                      |
| --------------------------- | ------------------------------------------- |
| AIM                         | AOL Instant Messenger                       |
| MSN                         | Windows Live Messenger                      |
| Yahoo                       | Yahoo! Messenger                            |
| ICQ                         | ICQ, ICQ Lite, QIP, Miranda, Jimm, &RQ, R&Q |
| Jabber (XMPP)               | Google Talk, Я.Онлайн, Pidgin, WhatsApp     |
| Skype                       | Skype                                       |
| IRC                         |                                             |
| Gadu-Gadu                   | Gadu-Gadu                                   |
| MTProto                     | Telegram                                    |
| Tlen                        |                                             |
| Підтримка різних протоколів | QIP Infium, Digsby, Trillian, SIM           |
|                             | Viber                                       |
|                             | Slac                                        |